# Bernard Nijboer
Bernard Roelof Andries Nijboer (Meppel, 30 de setembro de 1915 — Utrecht, 25 de janeiro de 1999) foi um físico neerlandês. Foi professor do Instituto de Física Teórica da Universidade de Utrecht, de 1956 a 1984.